# Pierścień gardłowy Waldeyera
Pierścień gardłowy Waldeyera zwany również układem chłonnym gardła lub NALT (ang. nasopharynx-associated lymphoid tissue) – zespół struktur układu limfatycznego zlokalizowanych w nosogardle, który jest częścią układu odpornościowego błon śluzowych (MALT).  
Ma on znaczenie ochronne przed bakteriami, wirusami, grzybami i innymi czynnikami chorobotwórczymi, chroniąc przed ich penetracją do dalszych odcinków układu oddechowego i pokarmowego, jako że jest źródłem komórek odpornościowych zaangażowanych w odpowiedź immunologiczną w obrębie błony śluzowej dróg oddechowych. 
Migdałki stanowią barierę dla czynników chorobotwórczych, ale niejednokrotnie dochodzi do zapalenia samych migdałków (łac. tonsillitis), najczęściej (ale nie tylko) jest to efekt chorobowy zakażenia organizmu paciorkowcami, czyli anginy.
W przypadku częstych angin albo w przypadku przerostu migdałków podniebiennych (hipertrofii) z upośledzeniem oddychania wskazane jest ich operacyjne wycięcie. Ze względu na funkcję immunologiczną migdałków wycięcie należy przeprowadzać z reguły dopiero od 3 roku życia.
W skład pierścienia gardłowego Waldeyera wchodzą:
- migdałek gardłowy[2],
- migdałki trąbkowe[2],
- migdałki podniebienne[2],
- migdałek językowy[2],
- grudki chłonne rozproszone w błonie śluzowej gardła[2],
- pasma boczne tkanki chłonnej zlokalizowane na tylnej ścianie gardła[2].

Nazwa eponimiczna upamiętnia niemieckiego patologa Heinricha Wilhelma Waldeyera, który wprowadził do anatomii pojęcie limfatycznego pierścienia twarzowego w 1884 roku.